# Apodytes dimidiata
Apodytes dimidiata E.Mey. ex Arn., 1840 è una pianta appartenente alla famiglia delle Metteniusaceae, originaria di Asia e Africa.

## Descrizione

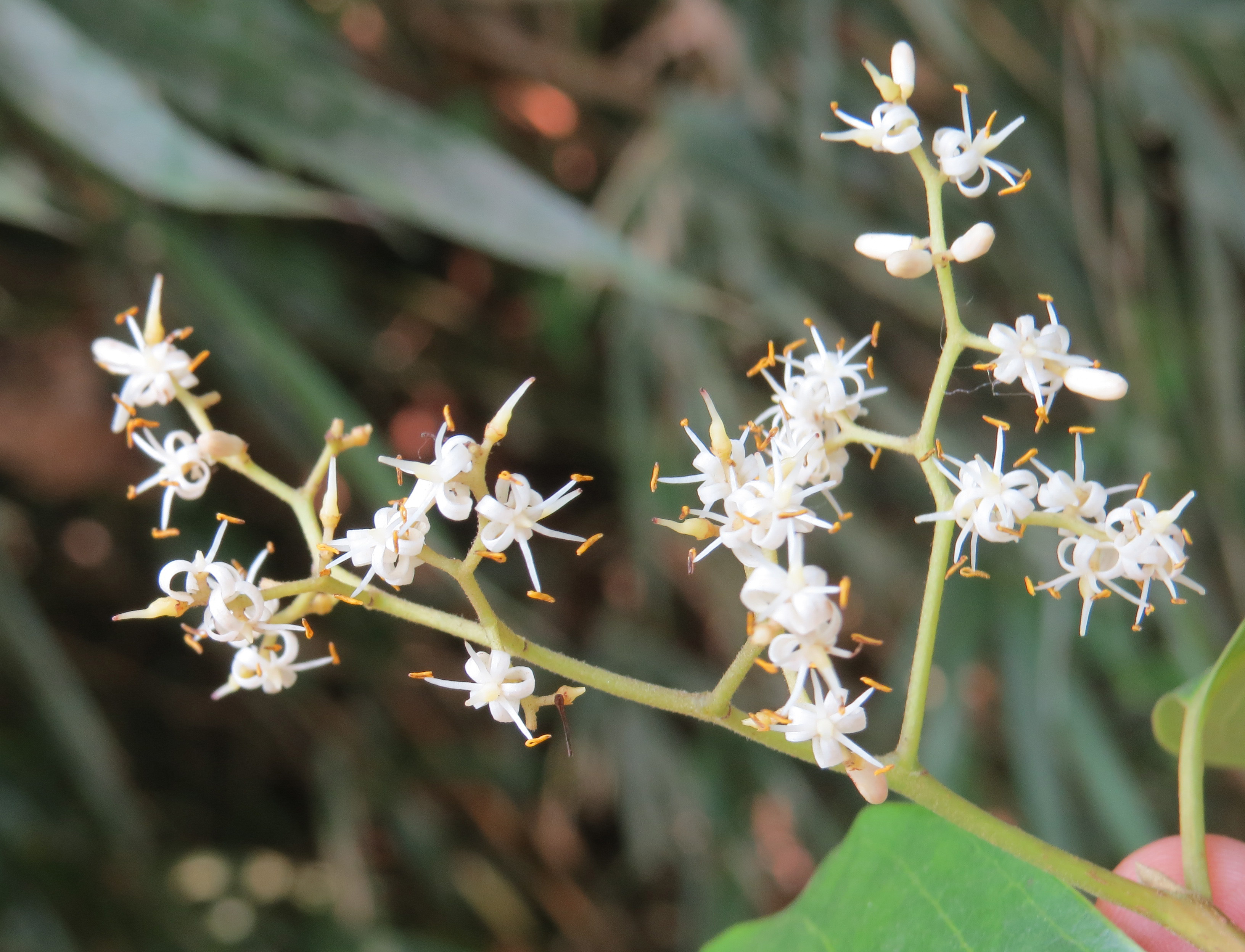
Fiori di A. dimidiata

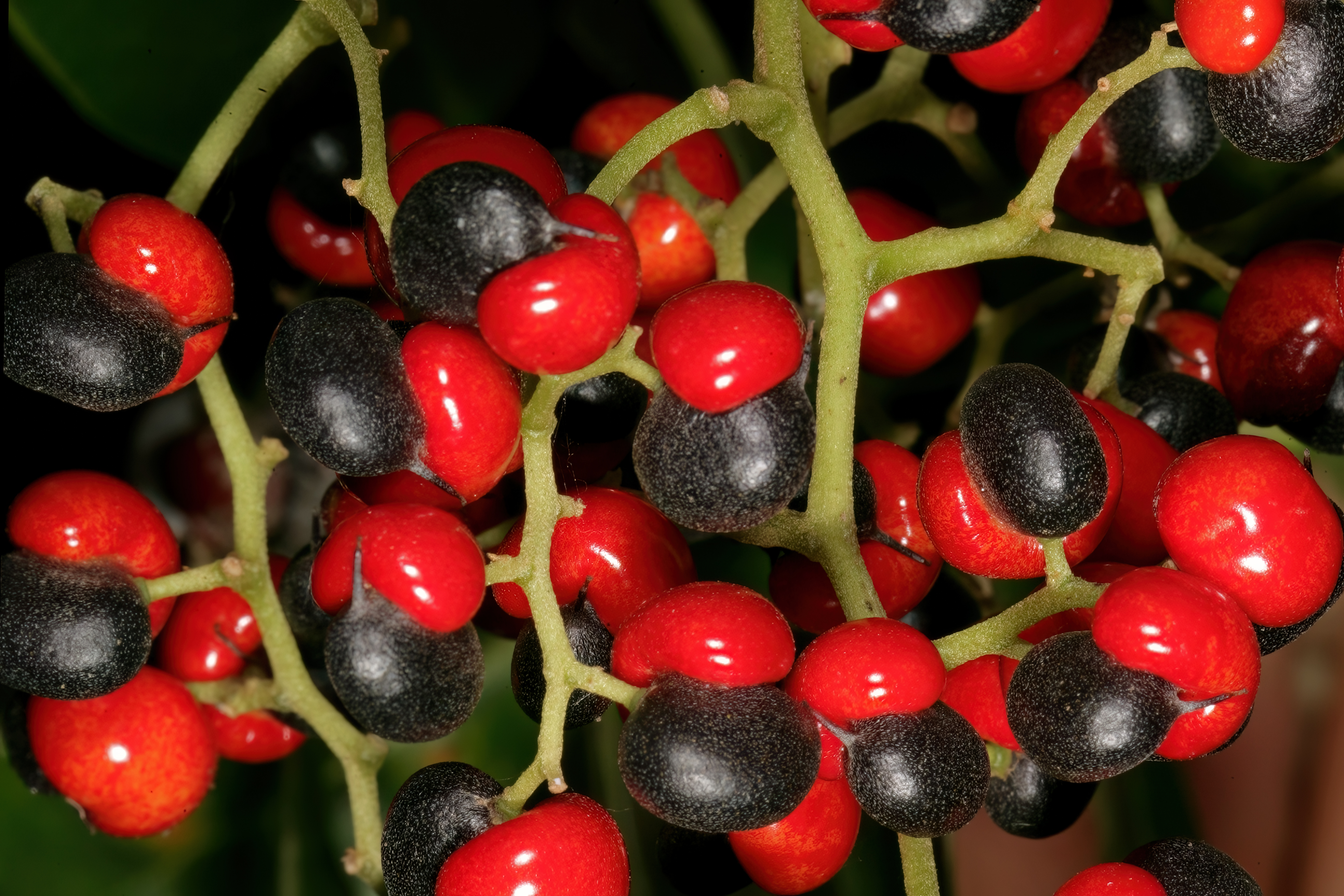
Frutti di A. dimidiata

A. dimidiata è un albero cespuglioso sempreverde con fiori bianchi dal profumo che ricorda il cocco fresco e piccoli frutti neri e rossi. All'aperto, questa specie cresce come un alto arbusto o un piccolo albero di circa 5 m di altezza. Tuttavia, in un ambiente più ombroso, come la foresta afro-montana profonda, può raggiungere un'altezza di oltre 20 m. Il suo fogliame denso e lucido è di colore verde brillante e la sua corteccia è liscia e grigia. Spesso produce masse di piccoli fiori bianchi, bisessuali, dal profumo dolce. Dai fiori si sviluppano frutti stranamente curvi, neri e scarlatti. Il frutto è una drupa Quando sono maturi, i semi possono essere parzialmente ricoperti da un caratteristico arillo laterale arancione, scarlatto o nero che conferisce al frutto una forma reniforme.

## Distribuzione e habitat
L'areale nativo di A. dimidiata è l'Africa tropicale e meridionale, l'oceano Indiano occidentale (Madagascar, Comore e Mayotte), la Cina (Yunnan meridionale, Guangxi occidentale) e l'Asia tropicale. Cresce principalmente nel bioma tropicale umido.
A. dimidiata è un albero importante e comune nelle foreste sudafricane. Cresce spontaneamente da Città del Capo a sud, lungo tutta la costa orientale dell'Africa meridionale, fino al Kenya a nord e nell'entroterra fino a Gauteng. Si trova solitamente nella boscaglia costiera, nella foresta afro-montana e nella savana montuosa.

## Coltivazione
Le caratteristiche di questo albero (fogliame sempreverde, frutti non carnosi che quindi non creano disordine e un apparato radicale delicato e non invasivo che non danneggia la pavimentazione) fanno sì che Apodytes dimidiata sia un albero ideale da piantare intorno ad aree pavimentate, vicino a piscine, accanto a edifici, in piccoli giardini e anche ovunque si possa aver bisogno di ombra durante tutto l'anno.
La propagazione migliore avviene tramite seme, anche se la germinazione è estremamente lenta. Il seme impiega circa sei mesi per germinare e anche le giovani piante crescono relativamente lentamente. Tuttavia, questi alberi crescono molto più velocemente man mano che diventano più grandi e più consolidati.